# Urtica triangularis
Urtica triangularis là loài thực vật có hoa trong họ Tầm ma. Loài này được Hand.-Mazz. miêu tả khoa học đầu tiên năm 1929.